# System wymiany ofert
System wymiany ofert lub system wielokrotnego oferowania (z ang. multiple listing system lub multiple listing service – MLS) – system, w ramach którego pośrednicy w obrocie nieruchomościami wymieniają się informacjami o ofertach i klientach poszukujących.

## Jak działaMLS
Platformy MLS działają pod nadzorem Stowarzyszeń Pośredników w Obrocie Nieruchomościami i skupiają ich członków. Biura nieruchomości publikują w ramach sieci MLS oferty nieruchomości, które widoczne są dla innych jej uczestników. Dzięki temu biura nieruchomości mogą ze sobą współpracować przy dopasowywaniu ofert i klientów poszukujących, dzieląc się przy tym prowizją od transakcji.

## Historia
Początkowo współpraca między pośrednikami w obrocie nieruchomościami miała wymiar lokalny. Informacje o ofertach i klientach poszukujących były przekazywane ustnie w trakcie spotkań organizowanych przez lokalne stowarzyszenia. Wymiana informacji o ofertach i poszukujących pozwoliła na szybsze finalizowanie transakcji i generowanie dodatkowych zysków z podziału prowizji. Działanie współczesnych sieci MLS opiera się na narzędziach internetowych, dzięki którym biura nieruchomości mogą się wymieniać informacjami szybciej i na większą skalę. 

## MLSw Polsce
Również w Polsce specjaliści w obrocie nieruchomościami wykorzystują platformy MLS. Działające na terenie polski Stowarzyszenia jak WSPON (Wielkopolskie Stowarzyszenie Pośredników w Obrocie Nieruchomościami), BCK SPON (Bielsko Częstochowsko Katowickie Stowarzyszenie Pośredników w Obrocie Nieruchomościami), DOSPON (Dolnośląskie Stowarzyszenie Pośredników w Obrocie Nieruchomościami, ZSPON (Zachodniopomorskie Stowarzyszenie Pośredników Obrotu Nieruchomościami) korzystają z systemów oprogramowanych przez wiodących, polskich dostawców oprogramowania, przeznaczonego dla agencji pośrednictwa w obrocie nieruchomościami.
Pośrednicy w Polsce nie zawierają wielu transakcji z użyciem platformy MLS, ponieważ w Polsce dominują umowa bez wyłączności (jedna oferta w wielu biurach), których nie można wprowadzać do platformy MLS. System MLS z założenia przeznaczony jest do obsługi umów na wyłączność. Umowy na wyłączność w przeciwieństwie do umów otwartych oznaczają, że nieruchomością opiekuje się tylko jedno biuro nieruchomości. Z racji tego ograniczenia na terenie Polski (oprócz zarejestrowanych stowarzyszeń) podejmowanych jest wiele inicjatyw niezależnych grup i sieci współpracujących ze sobą biur nieruchomości, które wymieniają się nie tylko ofertami z umową na wyłączność, ale i ofertami z umowami otwartymi. Przykładem są sieci DOMES (działająca na terenie woj. kujawsko-pomorskiego), Centralny Bank Nieruchomości (działający głównie w Polsce centralnej), Lider House (dawniej BKN – Białostocka Korporacja Nieruchomości, działająca na terenie woj. podlaskiego i warmińsko-mazurskiego), FairplayMLS (zrzeszający biura nieruchomości z całej Polski), MLS ASGAL (obejmujący oferty z całej Polski).